# Шафраник, Юрий Константинович
Юрий Константинович Шафраник (р. 27 февраля 1952, село Карасуль, Ишимского района, Тюменской области) — российский общественный деятель, Глава Тюменской области с 1990 по 1993 год, министр топлива и энергетики с 1993 по 1996 год, председатель Совета Союза нефтегазопромышленников России, основатель международной группы компаний «Союзнефтегаз».

## Биография
Родился 27 февраля 1952 года в с. Карасуль Ишимского района Тюменской области.

### Образование
Окончил Тюменский индустриальный институт по специальности «инженер-электрик по автоматике и телемеханике» в 1974 году, и по специальности «горный инженер по технологии и комплексной механизации разработки нефтяных и газовых месторождений» в 1980 году.
В 2003 году защитил кандидатскую диссертацию по теме «Условия и экономические механизмы рационализации разработки углеводородных ресурсов: на примере нефтяной промышленности Западной Сибири».
Доктор экономических наук. В 2006 году защитил докторскую диссертацию в Академии народного хозяйства при Правительстве РФ на тему «Стратегия развития нефтяной промышленности России: методологические принципы и приоритеты». Диссернет отмечает, что в работе Шафраника не обнаружено плагиата.

## Деятельность

### Производственная (1974—1990)
С 1974 года работал на предприятиях производственного объединения «Нижневартовскнефтегаз» слесарем-механиком (на Самотлорском нефтяном месторождении), инженером-технологом, старшим инженером, начальником лаборатории.
В 1980 году, с первых дней начала работ по обустройству Урьевского нефтяного месторождения, работал на вновь образованном НГДУ «Урьевнефть». Занимал должности начальника центральной инженерно-технологической службы, главного инженера, начальника нефтегазодобывающего управления. Отвечал за разработку месторождений.
Позже занял в «Татнефти» должность первого заместителя генерального директора по Западной Сибири.
С 1987 по 1990 год — генеральный директор сформированного им предприятия «Лангепаснефтегаз». Принимал непосредственное участие в освоении нового нефтяного района — месторождений Лангепасской зоны (Ван-Еганского, Локосовского, Покамасовского, Поточного, Урьевского нефтяных месторождений в Западной Сибири), а также в создании инженерной инфраструктуры и строительстве городов Лангепас и Покачи.
С 1980 года по 1990-й добыча нефти в Лангепасском нефтяном районе поднялась фактически с нуля до 30 миллионов тонн в год.

### Политическая (1990—1997)

#### Глава Тюменской области
14 апреля 1990 года в ходе альтернативных выборов был избран председателем Тюменского областного Совета народных депутатов.
По инициативе Шафраника Совет разработал концепции перехода Тюменской области на принципы самоуправления в условиях формирования рыночной экономики, которую принял в декабре. В основу концепции был заложен механизм введения платности недропользования.
Указ Президента № 122 от 19.09.1991 г. «О развитии Тюменской области» считается одним из успехов Шафраника. Указ был основан на концепции принципов самоуправления. Он определил стратегические направления развития отрасли и региона: платность недропользования, создание вертикально интегрированных компаний, рыночный механизм формирования цен на нефть, создание Фонда развития области и прочие. Этот документ оказал значительное влияние на дальнейшее реформирование нефтегазовой отрасли и социально-экономическое развитие области, поскольку полученные от недропользования средства направлялись, прежде всего, на развитие здравоохранения, повышение культуры сельского хозяйства, развитие малого и среднего бизнеса.
Инициировал разработку Закона «О недрах». В феврале 1992 года Верховный Совет принял этот закон, который позволил Тюменской области в 1990-е и начало 2000-х получать долю с каждой тонны нефти в областной и окружные бюджеты.
27 сентября 1991 года указом Президента РСФСР Юрий Шафраник был назначен главой администрации Тюменской области.

#### Министр топлива и энергетики
В январе 1993 года занял пост министра топлива и энергетики РФ. В этой должности инициировал и реализовал разработку программ развития и структурной перестройки нефтяной, угольной промышленности и электроэнергетики, а также Концепции управления нефтяной промышленностью России. Итогом структурной реформы нефтяной отрасли стало акционирование и создание вертикально интегрированных компаний в нефтяной промышленности.
В период с 1993 по 1995 годы на прямых альтернативных выборах был избран членом Совета Федерации первого созыва от Ханты-Мансийского автономного округа, где работал в Комитете Совета Федерации по вопросам экономической реформы, собственности и имущественных отношений.
В 1995 году Шафраник подготовил Указ Президента № 327 от 01 апреля 1995 г. «О первоочередных мерах по совершенствованию деятельности нефтяных компаний».
На посту министра инициировал реформу угольной промышленности. В результате было остановлено 140 опасных и неэффективных шахт и разрезов, традиционно планово-убыточная угольная промышленность стала рентабельной.
Возглавлял подготовку Энергетической стратегии России, определявшей задачи, механизмы и направления обеспечения энергетической безопасности. Впервые поднял и обосновал проблему энергетической дипломатии и связал ее с энергетической безопасностью. Совместно с МИД России организовал и провел ряд «круглых столов» по этим проблемам. Результатом стали проведённые в 1995 и 1996 годах два международных консультативных совещания «Россия — Европа: стратегия энергетической безопасности» и «Энергетическая безопасность СНГ».
В 1993 году возглавил направление «Энергетика» в Российско-американской комиссии по экономическому и технологическому сотрудничеству (комиссия «Гор — Черномырдин»).
Занимая пост министра, в 1993 году создал Московский международный нефтяной клуб, объединивший президентов российских и мировых нефтяных компаний.
Как министр топлива и энергетики России Юрий Шафраник являлся одним из инициаторов создания Каспийского трубопроводного консорциума (КТК) и председателем его Совета директоров с момента основания по 2000 год. КТК стал первой частной трубопроводной системой на территории бывшего СССР.
Организовал и провёл через Госдуму Закон «О соглашениях о разделе продукции» (СРП), на основе которого были заключены международные проекты «Сахалин-1» и «Сахалин-2». В формате СРП в отсутствие бюджетного финансирования и с учётом международного опыта удалось организовать начало разработки месторождений Сахалина. Был создан первый в стране индустриальный парк для нефтегазовой отрасли, получен доступ к новейшим технологиям разработки шельфовых месторождений нефти и газа, построен первый в России завод по производству сжиженного природного газа. Запуск этих проектов дал импульс экономическому и социальному развитию Сахалина и Дальневосточного региона.
В мае 1996 года Юрий Шафраник вошёл в состав Совета директоров Тюменской нефтяной компании (ТНК), 90,98 % акций которой принадлежало государству (компания ТНК была создана в августе 1995 г.). С августа 1996 до апреля 1997 года занимал должность председателя Совета директоров ТНК, являясь в этот период советником Председателя Правительства РФ..
В августе 1996 года ушёл в отставку с поста министра топлива и энергетики РФ, которая была связана с его особой позицией в отношении государственного регулирования ТЭК: Шафраник считал, что у государства должны остаться контрольные пакеты акций всех энергетических компаний; а также был против залоговых аукционов и высоких темпов приватизации объектов нефтяного комплекса России.
В апреле 1997 ушел с поста советника Председателя Правительства РФ.
Юрий Шафраник не участвовал в приватизации 90-х. Об этом говорит он сам и бывший министр энергетики Великобритании Тим Эггар.
С 1997 года полностью посвятил себя бизнес-проектам

### Бизнес
В 1997 году по инициативе Юрия Шафраника началось создание Центральной топливной компании (ЦТК), которую он и возглавил. В период деятельности Юрия Шафраника в ЦТК компания вошла в двадцатку самых эффективных и прибыльных компаний России по оценке журнала «Эксперт». Под руководством Юрия Шафраника ЦТК была участником международного морского проекта «Инам», соглашение о разведке, разработке и разделе продукции которого было подписано в 1998 году. Контракт был заключен между дочерней компаний ЦТК Central Fuel Caspian Sea Ltd, BP, Monument Resources и SOCAR (Государственная нефтяная компания Азербайджана). Шафраник покинул компанию вместе со всей командой менеджеров в январе 2001 года из-за разницы в подходах к стратегии дальнейшего развития ЦТК.
В сентябре 2001 года Юрий Шафраник основал международную группу «СоюзНефтеГаз» (SoyuzNefteGaz, SNG Group, Группа СНГ), ориентированную в первую очередь на развитие нефтегазовых проектов по всему миру в партнерстве с другими российскими, западными или местными институциональными инвесторами. Все коммерческие проекты, инициированные Юрием Шафраником и управляемые им, финансировались исключительно за счет привлечения средств иностранных институциональных и частных инвесторов без привлечения бюджетных средств. Стратегия SNG была основана на раннем входе в новые развивающиеся проекты и их развитии, обеспечивающем стабильный рост.
Ряд проектов получили международное признание. Эти проекты были реализованы в результате серии слияний и поглощений :
- First Calgary Petroleums (FCP): С 2003 по 2008 годы Юрий Шафраник был директором First Calgary Petroleums — канадской компании, которая занималась разведкой, разработкой и добычей нефти и природного газа в Северной Африке. Предприятие в дальнейшем было продано итальянскому гиганту Eni SpA[28][29][30].
- UzPEC: В 2004 году российский «СоюзНефтеГаз» выкупил у «Trinity Energy Group» 100 % акций «UzPEC» (компания была стороной СРП в отношении лицензионных зон Центральный Устюрт и Юго-Западный Гиссар в Республике Узбекистан). Совет директоров компании возглавил Юрий Шафраник. Занимал этот пост до июня 2007 года[31][32]. В 2007 году «Узбекнефтегаз» подписал соглашение о разделе продукции на этих месторождениях с «СоюзНефтеГаз Восток», дочерней компанией «СоюзНефтеГаза». «Союзнефтегаз» обязался вложить в проект $466,2 млн, в том числе в первые три года $369,6 млн[33][34]. До 2008 года компания «СоюзНефтеГаз» под руководством Юрия Шафраника реализовывала проект по разработке нефтяных месторождений в Республике Узбекистан. Проект включал восемь месторождений на территории Юго-Западного Гиссара и два разведочных блока в Устюртском регионе, обладающих значительным нефтегазовым потенциалом[35]. В 2008 году «ЛУКОЙЛ Оверсиз» (100 % дочернее предприятие ЛУКОЙЛа) приобрёл у МГНК «Союзнефтегаз» 100 % группы SNG Holdings Ltd., включая компанию «Союзнефтегаз Восток Лимитед», являющуюся стороной СРП по месторождениям Юго-Западного Гиссара и Устюртского региона. Сумма сделки составила около $580 млн[34][36][37].
- Emerald Energy: В 2005 году Emerald Energy договорилась о приобретении у «СоюзНефтеГаз» 50 % участия в проекте по разработке блока 26 в Сирии. В 2007 году Emerald Energy разместил в пользу «СоюзНефтеГаз», допэмиссию, включающую 3,5 млн обыкновенных акций. После размещения дополнительных акций доля Soyuzneftegas в уставном капитале Emerald Energy выросла до 8,39 % (до 5 млн обыкновенных акций). В 2009 году китайская компания Sinochem выкупила Emerald Energy[38][39][40].

Шафраник был первым, кто осознал перспективность Ванкорcкого нефтяного месторождения (Vankor Field) для страны. Группа СНГ осуществила консолидацию активов Проекта, привлекла первоначальное финансирование, провела полную реструктуризацию бизнеса. Затем Проект был продан НК «Роснефть».
По информации СМИ, до апреля 2022 года являлся председателем совета директоров Сибирской сервисной компании (ССК).
Как отмечал Шафраник в интервью Виктору Лошаку, свой бизнес в сфере нефти и газа он создал с нуля.
С 2019 года Юрий Шафраник сосредоточил свои усилия на деятельности вне группы SNG, которая завершила свою активную инвестиционную фазу.

### Общественная
В 1990-х Юрий Шафраник являлся соучредителем эндаумент-фонда Тюменского индустриального университета (ТюмГНГУ, ТИУ) и сам вызвался возглавить вновь сформированный попечительский совет Тюменского индустриального института и лично обратился за посильной помощью к нефтяным «генералам». Сообща им удалось найти деньги на зарплаты педагогам, а также укрепить учебно-лабораторную базу будущего университета, построить общежития и профилакторий для студентов. За заслуги перед Тюменским индустриальным университетом Шафранику присвоено звание почётного профессора.
Является Председателем Совета «Союз нефтегазопромышленников России». В создании Союза участвовали руководители 50 крупнейших российских предприятий ТЭКа страны.
В 2002 году возглавил коллегиальный общественный орган управления горным сообществом России — Высший горный Совет некоммерческого партнерства «Горнопромышленники России». В соответствии с информацией на сайте, основной задачей партнерства является содействие промышленникам и предпринимателям, а также органам государственной власти, в решении проблем минерально-сырьевого комплекса России.
С 2004 года председатель Комитета по энергетической стратегии и развитию топливно-энергетического комплекса Торгово-промышленной палаты РФ. Негосударственная и некоммерческая организация создана для содействия выработке основ энергетической стратегии России и развитию отечественного ТЭКа.
С 2006 года председатель Совета директоров Института энергетической стратегии, где является соучредителем. Задачи Института (по информации на сайте): обеспечение прогнозирования развития энергетики, стратегический консалтинг для компаний ТЭК России и других стран.
С 2014 года сопредседатель российско-американской Дартмутской конференции («Дартмутский диалог»). Он создан для взаимодействия российских и американских ученых, общественных деятелей и пр. для решения проблемы двусторонних отношений и выработки рекомендаций по их решению для органов власти России и США.
Входит в Российский совет по международным делам — негосударственный академический аналитический центр, функционирующий на некоммерческой основе. По информации на сайте, его задача — предотвращение международных конфликтов и кризисное регулирование .
Является главой попечительских советов фондов «Возрождение Тобольска» и «Наш выбор — малая родина».

### Научная
Является членом Президиума Горной Академии, академиком Академии технологических наук, Международной Академии топливно-энергетического комплекса, почётным профессором Тюменского индустриального Института.

#### Научные работы
- «Экономика и энергетика регионов Российской Федерации», А. М. Мастепанов, В. В. Саенко, В. А. Рыльский, Ю. К. Шафраник. — М.: ЗАО "Изд-во «Экономика», 2001. — 467, с. 11;
- «Инфраструктурные проекты на российском шельфе», Ю. К. Шафраник. — М.: «Энергетическая политика», 2014. — с.10—17, ISSN 2409-5516[57];
- «Российская энергетика: выбор развития в новых условиях», Ю. К. Шафраник. — М.: «Энергетическая политика», 2014. — с.21—31, ISSN 2409-5516[58];
- «Потенциал „энергетической цивилизации“ и геополитика», Ю. К. Шафраник, В. В. Бушуев, А. М. Мастепанов. — М.: «Энергетическая политика», 2015. — с.3—11, ISSN 2409-5516
- «Многополярный энергетический мир современности: состояние и тенденции», Ю. К. Шафраник. — М.: «Энергетическая политика», 2016. — с.3—8, ISSN 2409-5516[59];
- «Нефть в пространстве и „пространство нефти“», Ю. К. Шафраник, В. А. Крюков. — М.: «Энергетическая политика», 2018. — с.69—74, ISSN 2409-5516[60].

#### Книги
- «Реструктуризация угольной промышленности: Теория. Опыт. Программы. Прогноз», Ю. Н. Малышев, В.Е Зайден-варг, В. М. Зыков, ГЛ. Краснянский, А. Г. Саламатин, Ю. К. Шафраник, A.B. Яновский. Под общей ред. Ю. Н. Малышева. М.: Компания «Росуголь», 1996. 536 с. ISBN 5-88586-008-4[61][62];
- «Нефтегазовые ресурсы в круге проблем», Ю. К. Шафраник, В. А. Крюков, 1997 год[10];
- «Западно—Сибирский феномен», Ю. К. Шафраник, В. А. Крюков, 2000 год[10].
- «Реструктуризация угольной промышленности России. Новая парадигма развития», Ю. К. Шафраник, Ю. Н. Малышев, Г. И. Козовой. — М. : Нефть и газ, 2004. — 381c.; 22 см, ISBN 5-7246-0304-7[63];
- «Нефтегазовый сектор России: трудный путь к многообразию», Ю. К. Шафраник, В. А. Крюков. — Москва [и др.] : Перо, 2016. — 271 с. : цв. ил., табл.; 28 см; ISBN 978-5-906883-74-2 : 1000 экз.[10][64].

## Звания и награды
- Орден Дружбы народов (1988)[3];
- Благодарность Президента Российской Федерации (17 июля 1996 года) — за активное участие в организации и проведении выборной кампании Президента Российской Федерации в 1996 году[65];
- Лауреат Премии Правительства РФ (1999)[3];
- Орден Почёта (2000)[3];
- Орден Русской Православной церкви Святого Благоверного князя Даниила Московского II степени (2002)[3];
- Заслуженный работник нефтяной и газовой промышленности Российской Федерации (2010);
- Благодарность Президента Российской Федерации (24.10.2017 года) — за достигнутые трудовые успехи, активную общественную деятельность и многолетнюю добросовестную работу[66];
- Премия Правительства РФ (2019) за разработку и реализацию механизмов структурной перестройки и технологического развития угольной промышленности РФ (1994—2018 годы)[67];
- Знак «За заслуги перед Ханты-Мансийским автономным округом — Югрой» (2022)[68];
- Орден Александра Невского за заслуги в области нефтяной и газовой промышленности, многолетнюю добросовестную работу (2022)[69].
- Орден Сергия Радонежского II степени (2023)[70]

## Личная жизнь
Происходит из крестьянской семьи.
Увлечения: горные лыжи, книги и театр. Женат, двое взрослых детей.